# 蔡斯·凱利
蔡斯·凱利（Chance Kelly）是美國的一位演員。他最著名的作品包括2008年HBO電視劇殺戮一代和福斯電視劇危機邊緣。凱利畢業於紐約大學。